# روبرت تشن
روبرت تشن (بالإنجليزية: Robert Chen)‏ هو موسيقي أمريكي، ولد في 1969.

## وصلات خارجية
- روبرت تشن على موقع ميوزك برينز (الإنجليزية)
- روبرت تشن على موقع ديسكوغز (الإنجليزية)